# Тумаев, Владимир Алексеевич
Влади́мир Алексе́евич Тума́ев (10 декабря 1946, Маркс, Саратовская область) — российский бизнесмен, футболист, основатель и президент ижевского футбольного клуба «СОЮЗ-Газпром».

## Биография
В семье Тумаевых было восемь детей. Владимир Тумаев работал токарем, фрезеровщиком. Окончил техникум. В институт не поступил из-за того, что смотрел полуфинал чемпионата мира по футболу 1966 года СССР — ФРГ (1:2), проспал и опоздал на экзамен по русскому языку. Стал работать на газопроводе газовиком.
Окончил Ижевский механический институт (1987), Высшую коммерческую школу Академии народного хозяйства при Совете министров СССР (1990).
С 1984 по апрель 2009 — руководитель ДОАО «Спецгазавтотранс» ОАО «Газпром» (ПО «Союзгазавтотранс»). В 2009 — заместитель генерального директора — советник по капитальному ремонту магистральных газопроводов ООО «Стройгазмонтаж». 2009—2013 — заместитель генерального директора ООО «Спецстройгаз». 2013 — заведующий кафедрой НОУ ВПО «Камский институт гуманитарных и инженерных технологий». Член совета директоров «Спецгазавтотранса».
По состоянию на сентябрь 2012 — депутат Государственного Совета Удмуртской Республики и советник Президента Удмуртской Республики по вопросам газового сектора.
Любитель мотоциклов; автор гимна, посвящённого «Газпрому».

### Спортивная карьера
Футбольную карьеру начал на пятом десятке жизни, играя в «Газовике» на позиции нападающего. Всего на общенациональном уровне начиная с 1991 года провёл в команде в качестве игрока 14 сезонов, сыграв во второй союзной лиге, втором и первом российских дивизионах 133 игры и забив в них 8 голов, в Кубке России — 12 матчей, 1 гол. 29 октября 2005 года провёл свой последний матч: в возрасте 58 лет вышел на замену в конце первого тайма матча с нижнекамским «Нефтехимиком» и за несколько минут пребывания на поле до перерыва успел не реализовать пенальти и забить гол.
В 2005 году вошёл в Книгу рекордов Гиннесса как старейший профессиональный футболист России.
В сентябре 2012 был выдвинут федерацией футбола Удмуртской Республики кандидатом на выборах президента РФС, однако на выборы в Москву не приехал и в первом туре набрал 0 голосов.

### Уголовное дело
20 февраля 2018 года Владимиру Тумаеву было предъявлено обвинение в организации покушения на убийство своего бизнес-партнёра Вадима Стяжкина, совершенного группой лиц по предварительному сговору, и 22 февраля решением Индустриального районного суда Ижевска он был помещён под домашний арест. Но уже 6 марта по ходатайству прокурора Верховный суд Удмуртии постановил заключить его под стражу. 16 апреля срок заключения был продлён до 12 июня.
Согласно обвинению, 15 марта 2017 года двое неизвестных произвели нападение на Стяжкина, избив его железными прутами и выстрелив в него несколько раз из травматического оружия. Пули попали Стяжкину в живот, он выжил и обратился в полицию. Стяжкин выступал поручителем по кредиту в 10 млн рублей (по другим данным — 14 млн), взятом в 2013 году зятем Тумаева у своего тестя. Согласно утверждениям адвоката Стяжкина, Тумаев через суд добился взыскания долга и в течение нескольких лет угрожал Стяжкину.
В июне 2018 года в связи с ухудшением состояния здоровья Тумаев был переведён под домашний арест, который был продлён 8 августа до 12 сентября, а 21 августа ему было предъявлено окончательно обвинение. В начале сентября Тумаев покинул республику, после чего был объявлен в федеральный розыск, а потом задержан в Москве. 24 сентября суд постановил заключить Тумаева под стражу, после чего он был этапирован в Ижевск. В дальнейшем арест был продлён до 12 декабря, а затем до 26 января.
12 апреля 2019 года на предварительных слушаниях по делу, где присутствовала сторона защиты, заявившая о нескольких ходатайствах, прокурором была изменена статья обвинения: вместо статьи 105 части 2 пункты «ж» и «з» УК РФ ему инкриминируют статью 111, часть 3 пункт «а» — «организация умышленного причинения тяжкого вреда здоровью». Также Тумаеву вновь была изменена мера пресечения: домашний арест до 28 сентября 2019 года. В конце сентября домашний арест был продлён ещё на 3 месяца.
12 июля 2022 года Индустриальным районным судом Ижевска был вынесен приговор в отношении Тумаева и Дмитрия Литвинова (который, по версии следствия, будучи нанятым Тумаевым за вознаграждение, нашёл подручных, после чего согласовывал с Тумаевым план нападения; до нападения также имел место поджог дома и офиса Стяжкина, уничтоживший документы, готовившиеся Стяжкиным для одного из судебных процессов). Учтя ряд факторов (пожилой возраст, наличие у Тумаева тяжелых хронических заболеваний и инвалидности), Тумаеву было назначено наказание в виде лишения свободы на пять лет условно с испытательным сроком три года. Литвинов также получил условный срок, кроме того, в качестве компенсации морального вреда судом был частично удовлетворён иск от потерпевшего в виде суммарного взыскания на сумму 700 тысяч рублей.

## Награды и звания
- «Ветеран труда газовой промышленности»
- «Почётный работник газовой промышленности»
- «Заслуженный работник Минтопэнерго РФ»
- «Почётный работник топливно-энергетического комплекса»
- «Заслуженный строитель Удмуртской Республики»
- награждён Орденом Дружбы, Почётной грамотой Удмуртской Республики и Почётной грамотой Государственного Совета Удмуртской Республики.
- доктор экономических наук, почётный доктор наук Российской экономической академии им. Г. В. Плеханова.
- академик Инженерной академии Удмуртской Республики, Международной инженерной академии.
- Награждён медалями «Участнику чрезвычайных гуманитарных операций», «За трудовую доблесть».
- Удостоен звания «Директор года-2001» и золотой медали ассоциации Marketing Standart.
- Награждён почётным общественным национальным знаком «Лидер российской экономики».
- Мастер спорта по футболу[25].